# 우방
우방(虞放, ? ~ 169년)은 후한 후기의 관료로, 자는 자중(子仲)이며 진류군 동혼현(東昏縣) 사람이다. 사도 우연의 종증손이다.

## 출전
| 전임 호광 | 후한의 태상 ? ~ 160년 음력 7월 | 후임 유구 |

| 전임 성윤 | 후한의 사공 160년 음력 7월 ~ 169년 음력 10월 19일 (정해일) | 후임 황경 |